# 32 (број)
32 је број, нумерал и име глифа који представља тај број. 32 је природан број који се јавља после броја 31, а претходи броју 33.

## У науци
- Је атомски број германијума
- Тачка замрзавања воде на висини мора у Фаренхајтима

## У математици
- Је сложен број, факторише се на просте чиниоце као 25 = 32

## У спорту
- Је број репезентација које учествује на Светском првенству у фудбалу од 1998. године
- Је био број на дресу Меџика Џонсона у Лејкерсима
- Је био број на дресу Шекил О'Нил, у многим клубовима за које је играо
- Је био број на дресу Карла Мелоуна у Јути Џез

## Остало
- Број зуба код одраслог човека
- Је број комплетираних соната за клавир од Бетовена